# 키오이자카의 변
키오이자카의 변(일본어: 紀尾井坂の変 키오이자카노 헨[*])은 1878년(메이지 11년) 5월 14일 내무경 오오쿠보 도시미치가 도쿄부 고지마치구 키오이정 시미즈타니(현 도쿄도 지요다구 키오이정 시미즈타니)에서 참간상(斬奸状)을 지닌 사족 6명에게 암살당한 사건이다.